# ザ・スパイダース
ザ・スパイダース（The Spiders）は、日本のグループ・サウンズ（GS）のバンド。1961年、田辺昭知が結成し、ジャッキー吉川とブルー・コメッツとともにGSの礎を築いたグループ。ヒット曲に「夕陽が泣いている」「なんとなくなんとなく」「あの時君は若かった」などがあり、1970年に解散。
当時の音楽の先端であったビートルズ、ローリング・ストーンズなどブリティッシュ・ビート・グループに強く影響を受けていた。一方、軽妙なやりとりによるコミカルな要素も持った人気グループでもあった。田辺昭知は後に芸能事務所、田辺エージェンシーを設立し、社長となった。

## メンバー
- 田辺昭知（リーダー、ドラムス、「昭ちゃん」「昭坊」「ショーチャン」）
- 加藤充（ベース、「カッペちゃん」「カッペ」）
- かまやつひろし（ギター、ボーカル、「ムッシュ」「ムッシュー」「ひろし」）
- 大野克夫（オルガン、スチール・ギター、「克夫ちゃん」「カツオ」）
- 井上孝之（ギター、ボーカル、「イノヤン」「タカユキ」）
- 堺正章（ボーカル、タンバリン、フルート、「マチャアキ」「栗」）」
- 井上順（ボーカル、タンバリン、パーカッション、「順」「順ちゃん」「ジュン」）
- 前田富雄（ドラムス、「トミー」）

## 使用楽器
- 田辺昭知 ドラムス 「グレッチ」「パール・プレジデント」「ヤマハ」「ロジャース」」「スリンガーランド」その他多数
- 加藤充  ベース「フェンダー・プレシジョンベース」「ヘフナー500/1」「フェンダー・ジャズベース」「ギブソン・サンダーバード」「フラマス・ゴールデンTVベース」他多数
- かまやつひろし サイド・ギター 「フェンダー・ジャズマスター」「VOXマークⅥ」「リッケンバッカー345」「VOXスピットファイア」「フェンダー・エスクワイア」「エピフォン・キャバレロ」「ギブソンES125」他
- 大野克夫 スチール・ギター  大野自身が設計した特製、「VOXコンチネンタル・オルガン」「ホーナー・ピアネット」「ハモンドL-100シリーズ」「コーラル・エレクトリック・シタール」
- 井上孝之リード・ギター 「エピフォン・プロフェッショナル」「リッケンバッカー330」「フェンダー・エスクワイア・カスタム」「フェンダー・ストラトキャスター」「モズライト・モブロー」「ヤマハSA-5」「ヤマハSA-20」「ギブソンSG」他
- 堺正章 フルート「ベスチャー・USA」
- 井上順 タンバリン「ラディック」

アンプは初期はフェンダー、その後岩瀬電子（VOICE）の特別製アンプを使用。ヨーロッパ遠征の頃、ヤマハから提供された楽器を多用するが、帰国の際、スペンサー・デイヴィス・グループに進呈して喜ばれたという。映画『ザ・スパイダースのバリ島珍道中』ではギター、ベース、アンプはグヤトーンから提供されていた。

## 来歴

### 結成
1961年（昭和36年）、スウィング・ウエストのドラマーであった田辺昭知によって結成。翌年春に田辺が才能と人柄を買っていたかまやつひろしにメンバー加入とメンバー探しを依頼。
同年4月5日、井上孝之が神戸から上京、直ぐに訪れた池袋のジャズ喫茶「ドラム」にてその日主演していたザ・スパイダースの演奏に感動、すぐさま加入を志願し認められた（その後5年間、孝之は田辺の家に居候することになる）。
この次に田辺が目をつけたのが、ホリプロから新人デビューした堺正章（田辺が松竹や新東宝の映画で注目していた）である。しかしその父・堺駿二の存在があったため、当初加入を持ちかけても色よい返事は貰えず、ついには田辺が堺の家に通い詰めることで加入を実現させる。
この頃もう一人のターゲットとなったのは孝之の知り合いでもあり、京都で名を馳せていた大野克夫で、すぐに田辺が関西へ飛び、これまで同様の情熱的な姿勢で加入を求めた（大野はバンド加入を承諾したが、当時在籍していたゲーリー石黒とサンズ・オブ・ウエストでの活動を優先したため、参加は翌1962年7月まで延びた）。ベースの欠員が出たため、1963年に大野のサンズ・オブ・ウエスト時代の先輩で、音楽活動を引退し寿司職人修行を始めていた加藤充が、田辺のスカウトにより加入、それまでゲストシンガーだったかまやつも正式メンバーとなる。同年加瀬邦彦が、リズム・ギターとして2ヵ月間在籍していた時期もあった。
1964年2月にスパイダースに憧れていた井上順が参加。脱退した伊藤源雄の代わりに、3月には孝之がリード・ギター（技術的にはかまやつのほうが遥かに優れていたが、孝之のテクニックを向上させるために敢えてリード・ギターのポジションへと置いた）に転向したことで、後に「グループ・サウンズ」と呼ばれ、人気を博す時代のメンバー7人体勢が整う。
名付け親は、かまやつの父で当時の日本ジャズ界では有名なシンガーであったティーブ・釜萢であり、由来は「蜘蛛の巣の様に世界を席巻する」という想いを込め命名。結成当初はラウンジ・ミュージックを嗜好しながら、歌手のバック・ミュージシャンとしても活動していた。

### エピソード
福澤幸雄との関連性においてかまやつひろしはこう振り返る。「幸雄は8人目のスパイダースと言われていたからね。衣装や踊りにもアドバイスをもらっていたし。その幸雄が突然死んじゃったんで、どこかでやる気がなくなっちゃったというのもあったな」
幸雄は音楽やダンスの流行の情報もよく教えてくれて、それでスパイダースの前4人(堺正章、井上順、井上堯之、かまやつ)は踊るようになったんです。コスチュームも「今、ミリタリーだ」とか「全員同じ格好をしないで一人一人個性に合わせたほうがいい」とか。ボクがスパイダースに入って幸雄が死ぬまでの6年間、あの頃はそんな話ばっかりしてました。

### 外国志向
同じ頃にビートルズ旋風が世界的な規模で巻き起こり、そんな彼らに触発されたかまやつは、田辺とともにビート・グループとしてバンドを再編成、いち早く彼らの楽曲をコピーすることで、マージー・ビートやブリティッシュ・ビートと呼ばれたサウンドへの造詣を深めてゆく。
その過程の中、来日した外国アーティストの前座やバック演奏をこなすことが多くなり、バックでは1964年4月のピーター&ゴードン、前座では1965年1月と9月のザ・ベンチャーズ、6月のアニマルズ（前座にも拘らず「ブーン・ブーン」を歌ってしまい叱られている）、8月のザ・サファリーズ、ハニーカムズ、1966年1月のザ・ビーチ・ボーイズで務めている。
1966年10月には所属レーベルのフィリップス本社（オランダ）への表敬訪問を兼ねてヨーロッパにプロモート旅行に出かけ、欧州のテレビ番組への出演、またハンブルクのスタークラブ Star-Club やコペンハーゲンのヒットハウスなど現地のクラブでの演奏も果たした。

### 全盛期

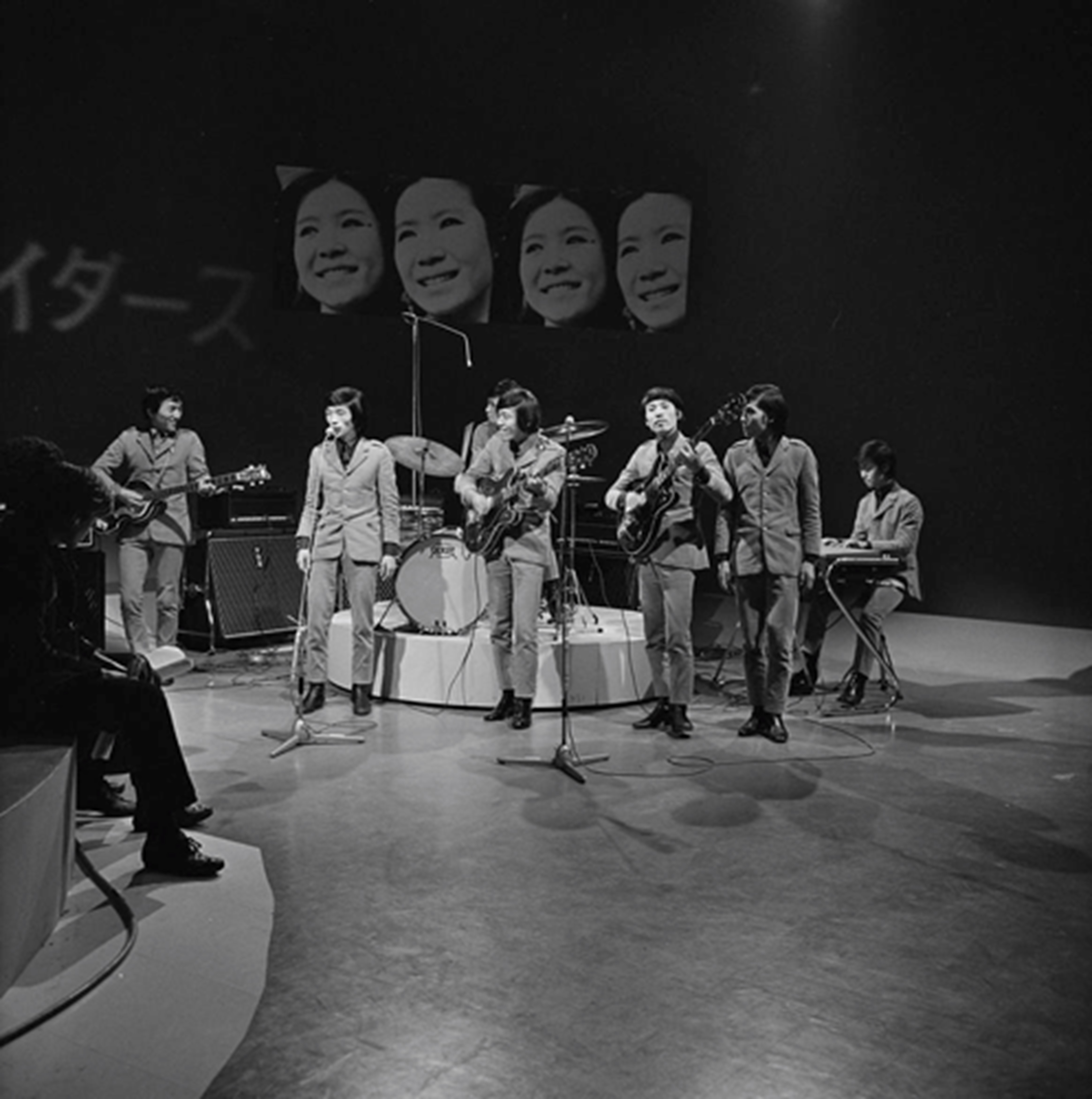
ザ・スパイダース（1966）

1965年5月に、かまやつ作詞・作曲の「フリフリ」でクラウンからシングルデビューし、当時としては斬新な音楽性に加え、ミリタリー・ルックをいち早く取り入れるセンスのよさ、そしてコミカルタッチな演出をも得意とする実力派バンドとして評価される。
1966年に入り、2月「ノー・ノー・ボーイ」、4月「ヘイ・ボーイ」、7月「サマー・ガール」とブリティッシュ・ビートの影響を大きく受けた、かまやつ作品によるシングルが発売され、5月には日劇ウエスタンカーニバルに初出場するものの、未だに青春歌謡、ムード歌謡の勢いが強かったために芳しいセールスへと繋がらなかった。しかし9月発売の浜口庫之助作品「夕陽が泣いている」が公称120万枚を超える大ヒットとなり、一躍スターダムにのし上がる。なお、3月にはオランダ・フィリップスから「フリ・フリ'66」、4月にはアメリカ・フィリップスから「ノー・ノー・ボーイ」、10月にはオランダ、11月にはイギリスで「Sad sunset（夕陽が泣いている）」が発売されている。
同年5月、当時所属していたホリプロダクション（現：ホリプロ）の事務所内にほんの僅かな一角を間借りする形で、田辺がスパイダクション（Spi Duction、田辺エージェンシーの前身）を設立、セルフマネージメントを開始する。
1967年は、3月「太陽の翼」、5月に再び浜口庫之助作品である「風が泣いている」（公称70万枚）と順調なセールスを続け、5月には映画『夕陽が泣いている』、8月には初主演映画となる『ザ・スパイダースのゴー・ゴー・向こう見ず作戦』が公開されるなど順風満帆と思えたが、ライバルグループのジャッキー吉川とブルーコメッツが「ブルー・シャトウ」で150万枚の大ヒットを記録（同年の日本レコード大賞受賞）。さらに同年夏には、ザ・タイガース、ザ・カーナビーツ、ザ・ジャガーズなどの10代後半 - 20代前半の若手グループが次々と台頭してきたことでGS（グループサウンズ）ブームが巻き起こり、ザ・スパイダース、ブルーコメッツといった、当時としては年齢層の高いグループが徐々に窮地に立たされていく転機も迎えていた。

### ソロ活動の増加
1969年の夏頃から観客数の落ち込みが進み、公演会場ではメンバー全員が仮装して臨む（井上順談）といった出来事もあり、さらに個々のメンバーの人気が高かったこともあり、収益面などの理由からソロ活動が優先されることになった。堺が1970年2月にTBS系ドラマ『時間ですよ』に出演したことを皮切りに、同月にはかまやつがソロ・アルバム『ムッシュー/かまやつひろしの世界』、4月には堺がシングル「明日を祈る」（堺正章とザ・スパイダース名義）、順がシングル「人生はそんなくり返し」（井上順とザ・スパイダース名義）で発売する。
この影響で堺と順のスケジュールが過密となったこともあり、前年から若干程度始動していた「スパイダース5/7」（スパイダースから堺、順を除いた編成）としての活動も多くなる。また、5月には田辺が自身の経営するスパイダクションでのマネージメント業務に専念するため、同月末で現役を引退することを表明し、6月にバンドボーイであった前田富雄が2代目ドラマーとなった。

### 解散
9月にはシングル「エレクトリックおばあちゃん」が発売されるもヒットには程遠く、11月にかまやつが脱退。これが引き金となり、年内の解散が発表された。なお、1971年1月の第43回日劇ウエスタンカーニバルを最後のステージとして、同じく前年12月末に解散した弟分グループ、ザ・テンプターズの萩原健一と共に出演したが、これは「再編成」という形で行われた。

## 解散後
堺正章、井上順は音楽活動以外にも映画・テレビドラマ・バラエティ番組などで、マルチなエンターテイナーとして活躍。
大野克夫は作曲家として数々のヒット曲を制作し、さまざまな映画、テレビドラマ、テレビアニメの音楽を担当している。
田邊昭知は、田辺エージェンシー代表取締役社長、長良プロダクション取締役、また日本音楽著作権協会（JASRAC）理事・日本音楽事業者協会（JAME）会長として、日本芸能界の裏方として大きな役割を担っている。
加藤充は解散後、プロベーシストとして数年活動した後引退、保険会社に入社しのちに役員となる。現在埼玉県所沢市に在住し、アマチュアバンド「カッペちゃんオールスターズ」を結成して地元に根付いた活動を行っている。
前田富雄も解散後いくつかのバンドを経て1970年代半ばに引退、現在は世田谷区松原
にて鮮魚店「前田商店」を経営する傍ら、地元でアマチュアバンドを結成し、商店街のイベントなどで活動している。
かまやつひろしは解散後ソロで活動していたが、2017年3月1日に膵癌のため死去。
井上堯之もギタリスト・作曲家・俳優と多彩な活動を行い個性を発揮してきたが、2009年に健康上の理由などのためプロ活動を引退、2018年5月2日に敗血症のため死去。
諸事情により一時期加藤が疎遠となったこともあるが、現在も前田を含むメンバー全員が親交を温めている。

## 再結成
ザ・スパイダースとしての再結成はこれまでに数回行われている。
- 1976年12月、TBSラジオ『ヤングタウンTOKYO』のかまやつひろし司会の番組「女の子だけで満員御礼」の最終回を記念して、メンバー7人が参加し、「ノー・ノー・ボーイ」「夕陽が泣いている」など7曲を演奏。井上順のソロで「ロンリー・ブルー・ボーイ」、井上堯之ソロの「ブルー・スェード・シューズ」なども披露された。
- 1977年3月にNHKの歌番組『流行歌この10年』で、メンバー7人が参加し（ドラムは田邊）、「夕陽が泣いている」「バン・バン・バン」などを演奏。
- 1981年1月の「さよなら日劇ウエスタン・カーニバル」で、メンバー7人が参加して、往年のヒット曲や「アラウンド・アンド・アラウンド」「デイ・トリッパー」などを演奏。
- 1989年、堺正章と岡田美里の結婚披露宴でヒット曲を演奏した。
- 1995年8月、関口宏司会のテレビ番組『関口宏のびっくりトーク ハトがでますよ!』で堺正章が特集された際、番組の中でメンバー7人による「堺正章バースディパーティー」が企画され、全員で「あの時君は若かった」を演奏。
- 2000年、元「ジャッキー吉川とブルーコメッツ」のメンバー・井上大輔（当時は本名の井上忠夫で活動）の音楽葬で、ベースの加藤を除く6人で再結成し、往年のヒット曲メドレーを演奏した。

ザ・スパイダースとしてではないが、1999年には堺正章、かまやつひろし、井上堯之の3人によるユニット「ソン・フィルトル」（フランス語で両切りタバコの意）が結成され、『NHK紅白歌合戦』に出場した。2008年には、テレビ特別番組『ザッツ宴会テイメント』で、田邊、加藤、大野以外のメンバーが出演し、「バン・バン・バン」「夕陽が泣いている」「フリフリ」「エレクトリックおばあちゃん」などを披露した。
堺正章が司会をするTBS系料理バラエティ『チューボーですよ!』→『新チューボーですよ!』には、かまやつひろしや、井上順がゲストとして出演する回も多く、「バン・バン・バン」などを披露したり、堺正章と井上順がそろって懐メロ番組に出演し、往年のヒット曲を歌う機会は何度もあった。
2013年には「堺正章 with ムッシュかまやつ・井上順」名義で、中野サンプラザ（4月26日）、梅田芸術劇場（7月25日）、大宮ソニックシティ大ホール（11月5日）の各会場で、平日一日限り・昼夜二回公演のコンサート「スペシャルコンサート2013 〜あの時君は若かった〜」が開催された。堺のソロコンサートのような名目だが、実際には冒頭から三人揃っての出演であり、スパイダースの結成から解散、その後のソロデビューまでを寸劇も交えて歌い上げた。

## 年表

### 1961年
春頃
ドラムスの田辺、ピアノとアコーディオンに元セブン・サンズの日吉武、スチールギターに元クレイジー・ウエスト〜カントリー・ジェントルメンの山田幸保、エレキ・ギターに元レッド・コースターズの伊藤源雄、ベースはジャズ出身の三科実のメンバーで結成。
5月
1日：初舞台を踏む。
3日：初の映画出演、日活映画『有り難や節 あゝ有り難や有り難や』に出演。
8月
丘優子のシングル「スクスク/16個の角砂糖」の演奏を担当（日本コロムビア SA-692 1961年8月20日発売）。

### 1962年
主はジャズ喫茶や米軍キャンプ回り、堀プロの歌手のバック演奏。
5月
斎藤チヤ子のシングル「失恋の海」の演奏を担当（東芝 JP-5118 1962年5月下旬臨発。B面曲で、A面は同じ斎藤チヤ子による「愛のバルコニー」）。
専属シンガーとしてスリー・ジェット（井上孝之がいた三人組ボーカルグループ）が加入。
7月
大野克夫が加入。
11月
堺正章が加入。

### 1963年
春頃の2ヶ月程、加瀬邦彦が参加。
9月
この時点でのメンバーは田辺（ds）、伊藤源雄（g）、大野克夫（stl）、星野一（b）、渡辺治虫（p）、スリー・ジェット（vo）、堺正章（vo）。
その後加藤充、かまやつひろしが加入。

### 1964年
前半にリバプール・サウンドの旋風によりメンバーを再編。
2月
井上順が加入。
3月
14日：日活映画『仲間たち』に出演、封切り。
井上孝之がスリー・ジェットの歌手からギターに転向し、ここでGS期のメンバーに。
10月
LP『64年ヒット・パレード』をCBS（日本コロムビア）より発売。

### 1965年
1月
ザ・ベンチャーズ、アストロノウツと共演。
4月
ピーター&ゴードンと共演。
5月
EP「リバプール・サウンズ」をクラウンレコード（現：日本クラウン）より発売。
ジャニーズのシングル「焔のカーブ」の演奏を担当。
10日：初のシングル「フリフリ」をクラウンより発売。
23日：渋谷のリキ・スポーツ・パレスでのイベント「モンキーで踊ろう」にスパイダースが出演。
6月
新宿厚生年金会館にてアニマルズと共演。
ジャニーズのシングル「焔のカーブ」の演奏を担当。
エディ・キングのシングル「イフ・オール・ユー・ニード」の演奏を担当（田辺、加藤のみ）。
8月
ハニーカムズ、ザ・サファリーズと共演。
27日：「東西ロックバンド大会」に出演。
9月
再度来日したベンチャーズと日本各地でステージにあがる。
12日 - 14日
「インター・ナショナル・エレキ・フェスティバル」（国際会館ポール）にゲスト出演。
イギリス、VOX社と契約、世界中何処でもVOX社のアンプを使えるようになる。
10月
日本テレビ『世界へ飛び出せ〈ニュー・エレキ・サウンド〉』にレギュラー出演。
ラジオ「ビート・ザ・ビート」にレギュラー出演。
EP「ダイナマイト」をクラウンより発売。
LP『熱狂のエレキ・ギター 第2集』日本ビクター（現：JVCケンウッド）の音楽レコード事業部の「ビクターレコード」（現：JVCケンウッド・ビクターエンタテインメント）より発売。
6日：NETテレビ『エキサイト・ショー』レギュラー出演。
11月
LP『あなたの選んだ65年ベスト・ヒット』をビクターレコードより発売。
5日：シングル「越天楽ゴーゴー」をビクターレコードより発売。
12月
EP「ベスト・オブ・エレキ・ヒット!! 第2集」をビクターレコードより発売。
4日：日活映画『高原のお嬢さん』に出演、封切り。
月日不明
ソノシート「ザ・スパイダーズ モンキー・ア・ゴーゴー」をビクターレコードより発売。

### 1966年
1月
ビーチ・ボーイズと共演。
2月
1日：シングル「ノー・ノー・ボーイ」、EP「青春ア・ゴーゴー」をフィリップス・レコード（当初の発売元は日本ビクターだったが、後に日本フォノグラム〈現：ユニバーサルミュージックジャパン〉へ移管された）より発売。
3月
オランダ・フィリップスより「フリ・フリ/リトル・ロビー」が発売。
ソノシート「ザ・スパイダース作戦」をコダマプレスより発売。
10日：シングル「青春ア・ゴーゴー」をクラウンレコードより発売。
17日 - 22日
沖縄で「世紀のエレキ大会─田辺昭知とザ・スパイダース・ショー」を開催。
27日：日活映画『青春、ア・ゴーゴー』に出演、封切り。
4月
15日：シングル「ヘイ・ボーイ」をフィリップス・レコードより発売。
初のアルバム『ザ・スパイダース アルバム NO.1』をフィリップス・レコードより発売。
5月
ホリプロから独立し、田辺昭和を社長に「スパイダクション」設立。
5日 - 12日
初の「日劇ウエスタンカーニバル」出演。
20日：EP「スパイダース・ア・ゴーゴー」をフィリップス・レコードより発売。
6月
TBS『歌謡曲ベスト10』に初登場。
TBS「ヤマハ・ヤング・ジャンボリー」の準レギュラーに。
1日：EP「青春ア・ゴーゴー/モンキーダンス/フリフリ/クライ・アンド・クライ」をクラウンレコードより発売。
アルバム『ザ・スパイダース アルバム NO.2』を発売。
20日：EP「サマー・ガール」を発売、このレコードよりフィリップス・レコードと正式契約。
30日：日活映画『涙くんさよなら』出演、封切り。
7月
1日：シングル「サマー・ガール」発売。
8月
ジャニーズの「7ショー」にゲスト出演。
27日 - 29日
「日劇ウエスタンカーニバル」出演。
9月
TBS『バラエティ』のレギュラーに。
3日：チャリティショー開催（渋谷公会堂）。
21日：守屋浩・本間千代子夫妻の結婚式で演奏。
25日：シングル「夕陽が泣いている」発売。
10月
24日 - 11月14日
初のヨーロッパツアー。
25日：オランダ国営放送の音楽番組に出演。
27日：アムステルダムを出発、パリへ。
28日 - 30日：パリ国営ラジオ出演。
30日：パリ見物。
31日 - 11月2日：パリを出発、ローマへ。
11月
2日：ローマでビートクラブ、パイパークラブに出演。
3日 - 10日：ドイツ、ハンブルクへ出発。3日滞在。テレビ、ラジオに出演。
7日：デンマーク、コペンハーゲンのヒットハウスに出演。
12月
25日：シングル「なんとなく なんとなく」発売。

### 1967年
2月
5日：アルバム『スパイダース'67』発売。
3月
1日：シングル「太陽の翼」発売。
アルバム『ゴー！スパイダース、フライ・サベージ』発売。
4月
15日：EP「ダンス天国」発売。
5月
5日 - 12日：「日劇ウエスタンカーニバル」出演。
20日：日活映画「夕陽が泣いている」出演、封切り。
6月
22日 - 7月5日：ハワイ、アメリカ・ツアー。
7月
15日：シングル「風が泣いている」発売。

## 特徴
『ザ・スパイダース・アルバム・No.1』の楽曲は、当時の洋楽テイストを生かしたかまやつ作曲の楽曲に、彼の友人ら（川喜多和子、岩元梶子）がつけた英語詞などにより、リバプール・サウンドの向こうを張った「トーキョー・サウンド」を標榜し、イギリスなど海外でもレコードがリリースされ、ツアーやTV出演なども行っていた。
田辺のドラムの大きな特徴として、フィルインになるとリズムが前進的・攻撃的になり、テンポに激しい揺れが生ずる。したがって終わった時のテンポが始まりよりも早いことが多い。
音楽性以外では、堺の軽妙な司会や曲ごとに違う振付をするなどの特徴もあり、この辺も人気の一因となった。なお、かまやつの友人であったレーサーで紳士服メーカー「EDWARD'S」の企画部長の福澤幸雄が、「8人目のスパイダース」といういわばブレーン的な役割を担っていた部分もあり、最新の音楽情報やダンスステップをグループに提供していた。福澤の死後、かまやつが彼を偲んで作った「ソーロング・サチオ」という曲が、アルバム『スパイダース1969』に収録されている。

## ディスコグラフィー

### シングル
- 1. 「フリフリ/モンキー・ダンス」1965年5月10日発売（クラウンレコード、田辺昭知とザ・スパイダース名義）
- 2. 「越天楽ゴーゴー/トワイライト・ゾーン」1965年11月15日発売（ビクターレコード/日本ビクター）
- 3. 「ノー・ノー・ボーイ/リトル・ロビー」1966年2月1日発売（フィリップス/日本ビクター）
- 4. 「青春ア・ゴー・ゴー/クライ・アンド・クライ」1966年3月10日発売（クラウン、田辺昭知とザ・スパイダーズ名義）
- 5. 「ヘイ・ボーイ/ミシェル」1966年4月15日発売（フィリップス/日本ビクター）
- 6. 「サマー・ガール/なればいい」1966年7月1日発売（フィリップス/日本ビクター）
- 7. 「夕陽が泣いている/チビのジュリー」1966年9月15日発売（フィリップス/日本ビクター）
  - ※作詞・作曲：浜口庫之助、売上げは120万枚を超えた。
- 8. 「なんとなくなんとなく/ブーン・ブーン」1966年12月25日発売（フィリップス/日本ビクター）
- 9. 「太陽の翼/空の広場」1967年3月1日発売（フィリップス/日本ビクター）
- 10. 「バラ・バラ/ダンス天国」1967年4月20日発売（フィリップス/日本ビクター）
- 11. 「風が泣いている/君にあげよう」1967年7月15日発売（フィリップス/日本ビクター）
- 12. 「あの虹をつかもう/恋のドクター」1967年8月25日発売（フィリップス/日本ビクター）
- 13. 「いつまでもどこまでも/バン・バン・バン」1967年10月25日発売（フィリップス/日本ビクター）
- 14. 「あの時君は若かった/もう一度もう一度」1968年3月5日発売（フィリップス/日本ビクター）
- 15. 「真珠の涙/赤いドレスの女の子」1968年6月5日発売（フィリップス/日本ビクター、スパイダース結成七周年記念シングル）
- 16. 「黒ゆりの詩/ロックンロール・ボーイ」1968年9月5日発売（フィリップス/日本ビクター）
- 17. 「ガラスの聖女/風はいい奴」1968年11月25日発売（フィリップス/日本ビクター）
- 18. 「涙の日曜日/赤いリンゴ」1969年4月5日発売（フィリップス/日本ビクター）
- 19. 「夜明けの二人/コケコッコー」1969年8月25日発売（フィリップス/日本ビクター）
- 20. 「ふたりは今/友を呼ぶ歌」1970年1月25日発売（フィリップス/日本ビクター、堺正章とザ・スパイダース名義）
- 21. 「エレクトリックおばあちゃん/いつわりの恋」1970年9月25日発売（フィリップス/日本フォノグラム）

### ソロ・シングル（スパイダース在籍中）
- 22. 「明日を祈る/なんでこんなに」1970年4月5日発売（フィリップス/日本ビクター、堺正章とザ・スパイダース名義、オリコン80位）
- 23. 「人生はそんなくり返し/本気で君だけを」1970年4月5日発売（フィリップス/日本ビクター、井上順とザ・スパイダース名義、オリコン100位圏外）
- 24. 「どうにかなるさ/つめたい部屋のブルース」1970年4月5日発売（フィリップス/日本ビクター、かまやつひろし名義、オリコン50位）
- 25. 「俺もお前も人間だもの/わかっているよ」1970年5月25日発売（フィリップス/日本ビクター、田辺昭知名義、オリコン100位圏外）
- 26. 「悪魔のようなおまえ/月曜日はからっぽ」1970年12月20日発売（フィリップス/日本フォノグラム、堺正章とザ・スパイダース名義、オリコン100位圏外）

### コンパクト盤
- 「リバプール・サウンズ」1965年5月発売（クラウンレコード）全曲インスト
  - 太陽を探せ/アイドルを探せ/ダイヤモンド・ヘッド/恋する二人
- 「ダイナマイト」1965年10月発売（クラウンレコード）全曲インスト
  - ダイナマイト/ワイプ・アウト/悲しき願い/ラブ・ポーションNo.9
- 「ベスト・オブ・エレキ・ヒット第2集」1965年12月発売（ビクターレコード/日本ビクター）全曲インスト
  - キャラバン/ダイナマイト/ワイプ・アウト/サーフ・ライダー
- 「青春ア・ゴー・ゴー」1966年2月発売（クラウンレコード）
  - フリフリ/モンキー・ダンス/青春ア・ゴー・ゴー/クライ・アンド・クライ
- 「青春ア・ゴー・ゴー」1966年3月発売（フィリップス/日本ビクター）※タイトルが「フリ・フリ'66」になっている別ジャケットが存在する。
  - フリ・フリ'66/ビター・フォー・マイ・テイスト/ノー・ノー・ボーイ/リトル・ロビー
- 「ヘイ・ボーイ」1966年5月1日発売（フィリップス/日本ビクター）
  - ヘイ・ボーイ/ワンス・アゲイン/落ちる涙/ロビー・ロビー
- 「スパイダース・ア・ゴー・ゴー」1966年5月20日発売（フィリップス/日本ビクター）
  - 悲しき願い/朝日のない街/ツイスト・アンド・シャウト/ゴー・ゴー
- 「サマー・ガール」1966年6月20日発売（フィリップス/日本ビクター）
  - サマー・ガール/悲しみをぶっとばせ/500マイル/シンキング・オブ・ユー・ベイビー
- 「ダンス天国」1967年4月15日発売（フィリップス/日本ビクター）
  - ダンス天国/リーチ・アウト・アイル・ビー・ゼア/僕は危機一髪/悲惨な戦争
- 「ザ・スパイダースの大進撃（2枚組、サウンドトラック）」1967年12月25日発売（フィリップス/日本ビクター）
  - 夜明けの太陽/暗闇にバラを捨てよう/ヒア・カム・スパイダース/もう一度もう一度/紫色の船/なんとなくなんとなく（鹿児島弁）/メラ・メラ/夜明けの太陽

### アルバム
- 『ザ・スパイダース・アルバムNo.1』1966年4月15日発売
- 『ザ・スパイダース・アルバムNo.2』1966年6月1日発売
- 『スパイダース'67/ザ・スパイダース・アルバムNo.3』1967年2月1日発売
- 『ゴー!スパイダース、フライ!サベージ』1967年3月1日
- 『風が泣いている/ザ・スパイダース・アルバムNo.4』1967年9月5日発売
- 『ザ・スパイダース・ストーリー』1967年11月25日発売
- 『ザ・スパイダース・アルバムNo.5』1968年3月15日発売
- 『明治百年、すぱいだーす七年』1968年10月25日発売
- 『スパイダース'69』1969年5月25日発売
- 『ロックン・ロール・ルネッサンス』1970年5月25日発売

### ソノシート
- 「ステレオ・コダマ No.55」（コダマプレス、ザ・スパイダース+2名義）※三保敬太郎編曲
  - サスピション/太陽は燃えている/峠のサーフ（峠のわが家）/線路のサーフ（線路は続くよどこまでも）
- 「ザ・スパイダーズ モンキー・ア・ゴーゴー」（ビクター、ザ・スパイダーズ名義）
  - ヘルプ/サティスファクション/ミスター・タンブリンマン/悲しき願い/越天楽ゴーゴー/セット・ミー・フリー/バンブル・ビー/トワイライト・ゾーン
- 「ザ・スパイダース作戦」（コダマプレス）
  - フリフリ/越天楽ゴーゴー/ロビー・ロビー・ロビー/ミスター・モンキー
- 「ビート・ヒット」（勁文社、田辺昭知とザ・スパイダース名義）
  - イエスタデー/ヘルプ/ロックン・ロール・ミュージック/ディジー・ミズ・リジー/恋のアドバイス/悲しき願い/朝日のない街/クルーエル・シー/ワイプ・アウト/フリフリ/ノー・ノー・ボーイ/若さをつかもう/抱きしめたい/プリーズ・プリーズ・ミー
- 「君が選んだ年間ベスト・ヒット HITPARADE20」（勁文社、田辺昭知とザ・スパイダース名義）オムニバス
  - 悲しき願い/ロックン・ロール・ミュージック/抱きしめたい
- 「エレキ★ヒット」（勁文社、田辺昭知とザ・スパイダース名義）オムニバス
  - 悲しき願い
- 「GO！GO！THE SPIDERS《ザ・スパイダース》」（勁文社）※「ビート・ヒット」の再発盤
- 「THE SPIDERS」（勁文社、田辺昭知とザ・スパイダース名義）※ワッペン付き、「ビート・ヒット」の再発盤、若さをつかもう/朝日のない街 未収録

### テレビ放送
- 『ザ・スパイダース帰国記念リサイタル』1967年7月21日、フジテレビ

## 出演映画
（全盛期の7人編成になって以降の作品）
- 仲間たち（1964年、日活）
- 高原のお嬢さん（1965年、日活）
- 涙くんさよなら（1966年、日活）
- 青春ア・ゴーゴー（1966年、日活）
- 君は恋人（1967年、日活）
- 喜劇 駅前百年（1967年、東宝）
- 夕陽が泣いている（1967年、日活）
- ザ・スパイダースのゴー・ゴー・向こう見ず作戦（1967年、日活）
- ザ・スパイダースの大進撃（1968年、日活）
- ザ・スパイダースの大騒動（1968年、日活）
- ザ・スパイダースのバリ島珍道中（1968年、日活）
- 思い出の指輪（1968年、松竹）
- にっぽん親不孝時代（1968年、東京映画・東宝）